# Aurora Lussana
Aurora Lussana (Bergamo, 8 marzo 1976) è una giornalista e conduttrice televisiva italiana.

## Biografia
Nata a Bergamo nel 1976. Si diploma al Liceo Classico Paolo Sarpi di Bergamo. Si è laureata in Scienze Politiche, indirizzo politico e amministrativo, presso l'Università degli Studi di Milano.
Nel 1994 si iscrive Lega Nord di Bergamo. Partecipa alle elezioni studentesche con la lista Sturm und Drang durante gli anni del Ginnasio e svolge attività politica negli anni dell’Università aderendo al Movimento Universitario Padano.
Nei primi anni 2000, collabora con la Segreteria dell’Assessorato alle Culture Autonomia e Identità di Regione Lombardia quando alla guida c’è il suo ex professore di Storia delle Dottrine Politiche Ettore A.Albertoni.
Dal 2003 al 2004 svolge la pratica giornalistica nella redazione del TgNord Verità di TelePadania circuito Telecampione conducendo trasmissioni di approfondimento politico.
Dopo essere stata inviata parlamentare per l’emittente Telepadania collabora da giornalista professionista in alcuni programmi televisivi di approfondimento politico e di attualità per Rai Due come “Dieci Minuti”, “Alice e le altre…” e “Punto e a capo”.
Consulente dal 2004 a 2006 per la programmazione relativa all’attualità politica di Rai Due.
Nel 2010 è diventata direttrice di TelePadania.
Il 23 giugno 2011 è stata aggredita da un'italiana che manifestava per appoggiare gli immigrati che protestavano per ottenere il permesso di soggiorno in Piazza della Loggia a Brescia.
Il 26 ottobre 2012 è diventata direttrice de la Padania sostituendo Stefania Piazzo, mantenendo anche la carica di direttrice di TelePadania.

Il 30 giugno 2014 TelePadania ha cessato le trasmissioni. La direzione della Padania si è conclusa il 30 novembre 2014 con la chiusura del quotidiano.
Dal 2018 al 2023 si è occupata di comunicazione, eventi e promozione agroalimentare per l'Assessorato Agricoltura, Alimentazione e Sistemi Verdi di Regione Lombardia.
Da aprile 2023 si occupa di comunicazione per l’Assessorato alla Famiglia di Regione Lombardia.
Nell’aprile 2024, in occasione dei quarant’anni della fondazione della Lega ha pubblicato per Piemme il libro “L’Umberto - L’uomo che ha inventato il
Nord”.
Il 6 giugno 2015 si è sposata con il parlamentare leghista Nicola Molteni.